# 卡爾邦女莊園
卡爾邦女莊園是一間著名的波爾多葡萄酒供應商，位於法國的比薩－磊安仁。這個莊園的早期歷史已經不可考究，只知道這個莊園在16世紀曾經被一個叫費龍的家族所擁有，其後由本篤會的修道院持有，法國大革命時收歸國有，之後又數度接易手，至1960年代由彼爾林家族持有至今。